# Рамонас, Антанас
Анта́нас Рамо́нас (лит. Antanas Ramonas, 30 ноября 1947, Курмяй, Клайпедский район — 30 октября 1993, Вильнюс) — литовский прозаик и эссеист.

## Биография
Дата рождения по документам 1 января 1948. В 1972 году окончил Вильнюсский университет, где изучал английский язык и литературу. В 1975—1984 годах работал в Художественном музее, в 1986—1989 годах — в редакции газеты „Lietuvos pionierius“, в 1990—1993 годах — в редакции литературного журнала „Metai“ («Мя́тай»).
Похоронен на Бернардинском кладбище.

## Творчество
Причисляется к «внутренним эмигрантам» в литовской литературе, не участвовавших в создании ангажированной литературы.
При жизни вышло два сборника элегических и ностальгических новелл (1984, 1988) и повесть «Белые облака прошедшего лета» (лит. «Balti praėjusios vasaros debesys»; 1991). Повесть «Белые облака прошедшего лета» была опубликована в журнале „Metai“ (1991); почти весь тираж изданной в том же году книги с тем же названием сгорел в пожаре. Первый сборник «Северный ветер» был отмечен премией Антанаса Йонинаса за лучший дебют в прозе; второй сборник удостоен премии Юлии Жемайте.
В посмертно изданный сборник (1997) вошли эссе, новеллы, повесть «Микялис» (лит. „Mikelis“). Героем одной из новелл Антанаса Рамонаса стал Василий Алексеевич фон Роткирх.
Рассказы переводились на русский язык.

## Книги
- Šiaurės vėjas: novelės. Vilnius: Vaga, 1984 (Pirmoji knyga). .
- Lapkričio saulė: novelės. Vilnius: Vaga, 1989.
- Balti praėjusios vasaros debesys: apysaka. Panevėžys: Baltoji varnelė, 1991.
- Ramybės kalva. Vilnius: 7 meno dienos, 1997.
- Vilniaus legendos. Pasakos. 2001.